# Отдельный моторизованный противотанковый огнемётный батальон
Отдельный моторизованный противотанковый огнемётный батальон (ОМПТОБ) — отдельные огнемётные части Резерва Верховного Главнокомандующего, действовавшие в составе РККА в годы Великой Отечественной войны.

## История
Отдельные моторизованные противотанковые огнемётные батальоны начали формироваться летом 1943 года и придавались фронтам на время проведения крупных войсковых операций. Как правило, придавались поротно и повзводно стрелковым частям и артиллерийским истребительно-противотанковым подразделениям.
Всего за годы войны было сформировано 10 ОМПТОБ:
| Батальон     | Период существования  |
| ------------ | --------------------- |
| 1-й ОМПТОБ   | 01.09.1943-11.05.1945 |
| 2-й ОМПТОБ   | 01.09.1943-11.05.1945 |
| 3-й ОМПТОБ   | 16.07.1943-11.05.1945 |
| 4-й ОМПТОБ   | 26.07.1943-11.05.1945 |
| 5-й ОМПТОБ   | 23.11.1943-09.05.1945 |
| 9-й ОМПТОБ   | 02.12.1944-11.05.1945 |
| 10-й ОМПТОБ  | 16.05.1944-09.05.1945 |
| 11-й ОМПТОБ  | 01.09.1944-02.04.1945 |
| 13-й ОМПТОБ  | 17.12.1943-09.05.1945 |
| 519-й ОМПТОБ | 25.08.1944-09.05.1945 |

## Штатный состав
ОМПТОБ состоял из трёх огнемётных рот и насчитывал 541 человека личного состава. На вооружении батальона находились 540 фугасных огнемётов ФОГ-2, 390 пистолетов-пулемётов ППШ и 107 магазинных винтовок. В декабре 1943 года в состав ОМПТОБ включили пулемётную роту (9 станковых пулемётов). Автопарк составлял 84 грузовых автомашины ГАЗ-АА или 45 автомашин ЗИС-5.